# Giuseppe Pasolini
Pour les articles homonymes, voir Pasolini (homonymie).
Le comte Giuseppe Pasolini est un homme politique italien, partisan de l'unification italienne, né Giuseppe Francesco Leonardo Apollinare Pasolini en 1815 à Ravenne et mort en 1876 à Rome.

## Biographie
Giuseppe Pasolini est né à Ravenne le 8 février 1815, fils du comte Pier Desiderio Pasolini dall'Onda et de la comtesse Amalia Santacroce.
Giuseppe est né à la fin de la période napoléonienne, mais son grand-père Giuseppe (1733-1814) avait déjà impliqué la famille dans l'entreprise de Bonaparte, également grâce au soutien de son beau-frère Antonio Codronchi, un évêque d'Imola apprécié de Napoléon. Au moment de sa naissance, son père était podestat de Ravenne. Sa mère, Amalia, est morte lorsque Giuseppe avait trois ans et il a donc été principalement éduqué grâce à son père qui a toujours éprouvé une certaine nostalgie pour le climat Bonapartiste.
Contraint de quitter le collège jésuite de Reggio Emilia pour des raisons de santé, il retourne à Ravenne en 1829. Il poursuit des études plus agronomiques auprès du baron suisse Elie Victor Benjamin Crud (Lausanne, 1772 - Genève, 1845). Dans le même temps, il cultive les aspirations politiques de son père en soutenant son engagement militant lors des insurrections de 1830-31. Il entreprend un grand tour d'Italie, visitant la Toscane, Rome et Naples, où il se forme entre 1834 et 1835 auprès du minéralogiste Leopoldo Pilla et du zoologiste Arcangelo Scacchi. À Florence, il rencontre le marquis Gino Capponi et le comte Luigi Guglielmo Cambray-Digny, avec lesquels il se lie d'amitié. À partir d'avril 1836, il se rend d'abord à Paris, où il participe à quelques séances de la Chambre des députés, et notamment à celle qui discute de l'affaire de l'attentat manqué de Louis Alibaud contre le roi Louis-Philippe Ier. Il s'est ensuite rendu à Londres et en Belgique où il a visité la plaine de Waterloo où Nappo Leone avait été vaincu. En Suisse, il se rend à Berne et à Genève, escalade plusieurs sommets alpins et glaciers, puis s'arrête à Turin (où il rencontre et devient ami avec Alfonso La Marmora, alors jeune officier d'artillerie) et à Mantoue. À son retour, l'une de ses premières tâches publiques fut de rendre hommage, au nom de la municipalité de Ravenne, au cardinal Luigi Amat di San Filippo e Sorso, qui, en novembre 1837, avait été nommé par le pape nouveau légat pour cette province.
L'engagement de Giuseppe Pasolini dans la politique semble désormais marqué et sa position est encore consolidée lorsque, le 22 octobre 1843, il épouse Antonietta Bassi, la nièce de Gabrio Casati, avec qui il aura quatre enfants. Après un court séjour à Paris, le couple s'installe à Imola, dans la villa de la famille Codronchi, et se lie d'amitié avec l'évêque de la ville de l'époque, Giovanni Maria Mastai Ferretti.

### Le rôle dans le gouvernement de l'État pontifical
Lorsque Mastai Ferretti devint le pape Pie IX, il se souvint de son ami de Ravenne et le convoqua à Rome, le nommant, en août 1847, d'abord comme membre de la Consulta di Stato représentant la ville de Ravenne, puis, en février 1848, le nommant dans le groupe des ministres laïcs qui, pour la première fois en cette année de révolutions, formaient un gouvernement papal. Il se voit confier le ministère du commerce, de l'agriculture, de l'industrie et des beaux-arts. Sur sa recommandation, son ami Marco Minghetti a également rejoint le gouvernement, mais tous deux ont démissionné en 1848 lorsque le pape a retiré son soutien militaire aux révolutionnaires. Minghetti se réfugie au Piémont chez Carlo Alberto de Savoie mais Pasolini reste à Rome, conseillé par son ami Diomede Pantaleoni, et devient vice-président du Haut Conseil. Il a pu orienter la politique locale en favorisant l'ascension de Pellegrino Rossi, juriste réputé et ancien ambassadeur en France au passé muratiste. Lorsque Rossi est assassiné le 15 novembre 1848, Pasolini refuse de le remplacer en raison de frictions avec Pie IX, qui n'a pas l'intention de reprendre la guerre en faveur des révolutionnaires mais se réfugie à Gaète. Par loyauté envers le pontife, il quitte cependant Rome lors de la proclamation de la République romaine en 1849 et se réfugie en Toscane où, à Pise, il est rejoint par son beau-père Paolo Bassi. Il décide alors de s'installer à Florence, où il achète la villa de Fonte all'Erta et son domaine. Ayant repris contact avec Minghetti, Giuseppe Pasolini reste à Florence jusqu'en 1855, date à laquelle Pie IX décide de le rappeler à Rome pour tenter de surmonter la méfiance qui avait conduit le comte de Ravenne à quitter le gouvernement de la ville.

### La deuxième guerre d'indépendance
À la fin de l'année 1857, il est nommé gonfalonier de Ravenne, mais en même temps il commence à se rapprocher de la figure de Camillo Benso, comte de Cavour, qu'il avait rencontré à Turin à travers La Marmora, et à être tenté par la solution envisagée par les Savoie pour l'Italie. En 1859, il soutient donc la deuxième guerre d'indépendance, mais refuse catégoriquement la dictature de Parme et de Plaisance qui lui est offerte pour une période limitée par son ami Luigi Carlo Farini. Il s'efforce d'encourager le commerce, dont il avait été le ministre, en contribuant à l'abolition des douanes internes des États avec le processus d'unification et en préconisant la construction d'un chemin de fer pour relier la Romagne et la Toscane au Piémont.

### Sénateur et ministre du royaume d'Italie
En mars 1860, Vittorio Emanuele II le nomme sénateur et à l'automne de la même année, il est nommé gouverneur provisoire de Milan, en remplacement de Massimo d'Azeglio. En 1862 et 1863, il est nommé préfet de Turin et en 1866, il est le premier commissaire royal à Venise. On lui propose de former un nouveau gouvernement en tant que Premier ministre à la chute d'Urbano Rattazzi, mais il préfère rester en retrait et rejoint le gouvernement Farini en tant que ministre des Affaires étrangères de décembre 1862 à mars 1863. Durant cette période délicate, il s'occupe d'établir des traités commerciaux avec la France de Napoléon III et avec l'Angleterre de John Russell, 1er comte de Russell, ses amis personnels.
Au Sénat, il se prononce en faveur du transfert de la capitale de Turin à Florence, mais après cet acte, il décide de se retirer de la vie publique.

### Ses dernières années
Dans les dernières années de sa vie, après la mort de son fils Aeneas en 1869 puis de sa femme en 1873, il se consacre largement à l'étude des Saintes Écritures. Après avoir passé l'automne 1874 à Varèse, où son fils Pier Desiderio avait épousé Maria Ponti, fille d'une dynastie de riches industriels, il retourna à Ravenne où sa fille Angelica épousa le comte Giuseppe Rasponi dalle Teste en 1876. Sous la pression du nouveau souverain Umberto Ier et de son cousin Giovanni Codronchi, secrétaire général du ministère de l'Intérieur, Pasolini accepte la présidence du Sénat du royaume d'Italie, qu'il occupe du 6 mars 1876 jusqu'à la montée de la gauche historique (Sinistra storica).
Il se rend une dernière fois à Londres durant l'été 1876 et à l'automne à San Remo pour enregistrer l'acte de décès de la princesse Maria Vittoria dal Pozzo della Cisterna, ancienne duchesse d'Aoste et ancienne reine d'Espagne, puis assiste à ses funérailles à la basilique de Superga à Turin. Au retour de ce voyage, il meurt à Ravenne le 4 décembre 1876.

## Mariage et enfants
Giuseppe Pasolini épouse Antonietta Bassi, fille du comte Paolo et de sa femme, la comtesse Elisabetta Cavazzi della Somaglia, à Milan le 22 octobre 1843. Le couple a eu les enfants suivants :
- Pier Desiderio (1844-1920), 3e comte dall'Onda, marié à Maria Ponti
- Enea (1846-1869), officier de l'armée, mort célibataire
- Amalia (1847-1848)
- Angelica (1854- ?), mariée au comte Giuseppe Rasponi delle Teste

## Décorations
- Chevalier grand-croix décoré du grand cordon de l'ordre des Saints-Maurice-et-Lazare
- Grand officier de l'ordre de la Couronne d'Italie

## Sources
- (it) Cet article est partiellement ou en totalité issu de l’article de Wikipédia en italien intitulé « Giuseppe Pasolini » (voir la liste des auteurs).